# Veratrum dolichopetalum
Veratrum dolichopetalum là một loài thực vật có hoa trong họ Melanthiaceae. Loài này được O.Loes. miêu tả khoa học đầu tiên năm 1926.